# Episodi di E.R. - Medici in prima linea (sesta stagione)
La sesta stagione della serie televisiva E.R. - Medici in prima linea è andata in onda negli Stati Uniti sulla NBC dal 30 settembre 1999 al 18 maggio 2000.
In Italia la stagione è andata in onda su Rai 2 dal 25 settembre al 4 dicembre 2000.
Goran Višnjić e Michael Michele entrano nel cast regolare rispettivamente nei ruoli di Luka Kovač e Cleo Finch.
Paul McCrane, dopo essere apparso nelle due stagioni precedenti come personaggio ricorrente nel ruolo di Robert Romano, entra nel cast regolare.
Erik Palladino compare a partire dal secondo episodio come personaggio ricorrente nel ruolo di Dave Malucci. Viene promosso a personaggio regolare nel settimo episodio.
Gloria Reuben, dopo aver ricoperto il ruolo di Jeanie Boulet, esce di scena nel sesto episodio, viene accreditata tra i membri del cast regolare nel undicesimo episodio sebbene non appaia affatto in questo episodio.
Maura Tierney compare come guest star nell'ottavo episodio nel ruolo di Abby Lockhart. Viene promossa a personaggio regolare nel dodicesimo episodio.
Dal decimo episodio Ming-Na Wen riprende il ruolo di Jing-Mei Chen, già ricoperto nella prima stagione. Entra quindi nel cast regolare.
Kellie Martin, dopo aver ricoperto il ruolo di Lucy Knight, esce di scena nel quattordicesimo episodio.
Julianna Margulies, dopo aver ricoperto il ruolo di Carol Hathaway, esce di scena nel ventunesimo episodio.
George Clooney compare nel ruolo di Doug Ross in un cameo nel ventunesimo episodio; il suo nome non è accreditato né nei titoli di testa, né in quelli di coda.
| nº | Titolo originale              | Titolo italiano         | Prima TV USA      | Prima TV Italia   |
| -- | ----------------------------- | ----------------------- | ----------------- | ----------------- |
| 1  | Leave It to Weaver            | Un atto di coraggio     | 30 settembre 1999 | 25 settembre 2000 |
| 2  | Last Rites                    | Un pizzico di fede      | 7 ottobre 1999    | 25 settembre 2000 |
| 3  | Greene with Envy              | L'invidia di Greene     | 14 ottobre 1999   | 2 ottobre 2000    |
| 4  | Sins of the Fathers           | Le colpe dei padri      | 21 ottobre 1999   | 2 ottobre 2000    |
| 5  | Truth and Consequences        | Un tragico scherzo      | 4 novembre 1999   | 9 ottobre 2000    |
| 6  | The Peace of Wild Things      | Una brutta sorpresa     | 11 novembre 1999  | 9 ottobre 2000    |
| 7  | Humpty Dumpty                 | Emergenza sangue        | 18 novembre 1999  | 16 ottobre 2000   |
| 8  | Great Expectations            | Grandi speranze         | 25 novembre 1999  | 16 ottobre 2000   |
| 9  | How the Finch Stole Christmas | Etica professionale     | 16 dicembre 1999  | 23 ottobre 2000   |
| 10 | Family Matters                | Questioni di famiglia   | 6 gennaio 2000    | 23 ottobre 2000   |
| 11 | The Domino Heart              | Il principio del domino | 13 gennaio 2000   | 30 ottobre 2000   |
| 12 | Abby Road                     | Abby                    | 3 febbraio 2000   | 30 ottobre 2000   |
| 13 | Be Still My Heart (1)         | Destini incrociati      | 10 febbraio 2000  | 6 novembre 2000   |
| 14 | All in the Family (2)         | Paura                   | 17 febbraio 2000  | 6 novembre 2000   |
| 15 | Be Patient                    | Madri e figlie          | 24 febbraio 2000  | 13 novembre 2000  |
| 16 | Under Control                 | Sotto controllo         | 23 marzo 2000     | 13 novembre 2000  |
| 17 | Viable Options                | Litigi                  | 6 aprile 2000     | 20 novembre 2000  |
| 18 | Match Made in Heaven          | Famiglia numerosa       | 13 aprile 2000    | 20 novembre 2000  |
| 19 | The Fastest Year              | Parenti stretti         | 27 aprile 2000    | 27 novembre 2000  |
| 20 | Loose Ends                    | Presenze e assenze      | 4 maggio 2000     | 27 novembre 2000  |
| 21 | Such Sweet Sorros             | Un dolce dolore         | 11 maggio 2000    | 4 dicembre 2000   |
| 22 | May Day                       | Un giorno di maggio     | 18 maggio 2000    | 4 dicembre 2000   |

## Un atto di coraggio
- Titolo originale: Leave It to Weaver
- Diretto da: Jonathan Kaplan
- Scritto da: Lydia Woodward

### Trama
Carol, ormai incinta di quasi 6 mesi, scampa per pochi secondi a un incidente che avviene nella caffetteria provocato da un furgone che sbandando entra nel locale. Mentre il pronto soccorso è impegnato a salvare le vittime dell'incidente fa il suo ingresso un nuovo medico turnista, Luka Kovač. Nel frattempo Romano viene insignito del nuovo grado di capo del personale; Greene esprime in commissione il suo parere negativo per tale nomina, avendo la certezza di essere appoggiato dalla Weaver, la quale però nel momento in cui si accorge che il resto della commissione appoggerà il dottor Romano tradisce il dottor Greene; inoltre la dottoressa Weaver sarà nominata capo dello staff del pronto soccorso, il che fa infuriare ancora di più Greene, che decide di andare a sfogarsi allenandosi a baseball. Nel frattempo in ospedale arriva la notizia della morte della madre del dottor Greene che sarà presa dalla Weaver.

## Un pizzico di fede
- Titolo originale: Last Rites
- Diretto da: Feliz Enriquez Alcalã
- Scritto da: Jack Orman

### Trama
Greene dopo il funerale della madre ritorna in ospedale e deve occuparsi di una ragazza maggiorenne malata di cancro allo stadio terminale con l'obbligo di non rianimarla, ma mentre è solo in stanza con lei, la ragazza confessa a Mark di non voler morire quel giorno, quindi viene intubata; il padre scoprendo quello che ha fatto denuncia la situazione non essendo convinto che sia volontà della figlia; purtroppo nonostante l'intubazione la ragazza va in arresto, Greene nonostante l'ordine impartito dalla Weaver cerca di rianimarla ma sarà costretto a dichiararne la morte. Benton ha problemi familiari poiché Carla vuole portare il loro bambino in Germania, ma Benton si oppone; Carla rivela che potrebbe non essere suo figlio in quanto ha avuto una relazione di una notte con un altro. Carter intrattiene una relazione con l'ex moglie di suo cugino ma scopre che è malata. Compare un nuovo medico: Dave Malucci.

## L'invidia di Greene
- Titolo originale: Greene with Envy
- Diretto da: Peter Markle
- Scritto da: Patrick Harbinson

### Trama
Al pronto soccorso arriva il dottor Gabriel Lawrence, ex insegnante di Kerry, a cui lei è molto affezionata. L'uomo si dà subito da fare, dando dimostrazione di possedere un grande spirito d'iniziativa: questo comportamento predispone Mark a un atteggiamento negativo nei suoi confronti, sembra quasi che il medico invidi il collega.
Si susseguono intanto le emozioni nell'ospedale più famoso del mondo: un giovane riconosce il suo aggressore in un sedicente cugino andato a fargli visita, con l'intervento della sicurezza si scatena addirittura un conflitto a fuoco; Elizabeth anticipa la mastectomia di Elaine, ma la paziente è assalita da mille timori; Loren, una giovane donna, dice di essere caduta da una scaletta, ma ha anche due costole rinsaldate: si sospetta che sia il marito l'artefice della ferita della donna.
Jeanie e Reggie si sposano: la donna tiene il piccolo Carlos tra le braccia e, in attesa dell'affidamento definitivo del bambino, comincia a comprare pannolini.

## Le colpe dei Padri
- Titolo originale: Sins of the Fathers
- Diretto da: Ken Kwapis
- Scritto da: Doug Palau

### Trama
L'ospedale viene criticato da un articolo pubblicato in seguito a un'intervista con la Corday. Cleo viene assalita dai sensi di colpa per aver sbagliato una diagnosi su un bambino di 4 anni. Carter si organizza per vedere Elaine, mentre Carol deve curare una cameriera incinta senza assicurazione sanitaria.

## Un tragico scherzo
- Titolo originale: Truth & Consequences
- Diretto da: Steve De Jarnatt
- Scritto da: R. Scott Gemmill

### Trama
Un esperimento in un laboratorio di chimica in una scuola superiore provoca un incidente e gli studenti e gli insegnanti sono costretti a ricorrere al pronto soccorso.
Lo stress per le emergenze multiple porta Lawrence al limite della sopportazione. Greene difende un paziente da un genitore violento e finisce per essere punito per questo. Lucy aiuta uno degli studenti feriti. La Hathaway apprende che la donna incinta che voleva aiutare fa uso di droga. Elaine dice a Carter che intende andare in Europa per un paio di mesi, dicendogli di non chiamarla.

## Destini incrociati
- Titolo originale: Be Still My Heart
- Diretto da: Laura Innes
- Scritto da: Lydia Woodward

### Trama
È il giorno di San Valentino, tutto lo staff del pronto soccorso addobba il reparto con festoni e cartelli inneggianti all'amore. Yosh regala a tutte le componenti femminili dello staff una cartolina d'auguri per san Valentino. Abby, comincia ad avere problemi economici per colpa dell'ex-marito che non le paga gli alimenti e si trova a dover affrontare il caso di un'anziana signora con gravi problemi respiratori e chiede l'aiuto di Carter.
Jing-Mei e Malucci sono in competizione tra loro e lo dimostrano apertamente quando l'ambulanza porta un paziente trovato svenuto in seguito a un episodio sincopale. I due saranno in contrasto su tutto e ci vorrà tutta l'esperienza e la pazienza del dottor Greene per tenerli a bada. Nel frattempo Lucy si occupa di un giovane ragazzo in stato confusionale, il cui quadro clinico non la convince; teme che il ragazzo possa essere vittima dei primi sintomi della schizofrenia e chiede l'aiuto di Carter per eseguire una puntura lombare e venirne a capo.
John Carter, intanto, si occupa dell'anziana paziente di Abby, e per richiesta esplicita della paziente (si era già occupato del marito) e per aiutare l'inesperta tirocinante, lasciando Lucy da sola nell'attesa del consulto psichiatrico e ammonendola di abbandonare quel caso e dedicarsi agli altri in attesa. Mark lascia rapidamente le consegne a Kovac, per andare, con Elizabeth, a una cena romantica con suo padre e la madre di lei e mentre cominciano i festeggiamenti, Carter va alla ricerca di Lucy, scomparsa da un po'. Entrando nella stanza del paziente schizofrenico, John viene accoltellato al fianco, di spalle, dallo stesso e, svenendo per il forte dolore e l'emorragia, trova la giovane Lucy, anch'essa in una pozza di sangue.

## Paura
- Titolo originale: All in the Family
- Diretto da: Jonathan Kaplan
- Scritto da: Jack Orman

### Trama
Proseguono i festeggiamenti per il San Valentino. Approfittando della calma "apparente" infermieri e medici di turno si concedono una piccola pausa mangiando e scherzando. Arriva la Weaver che, prendendo servizio, comincia a riportare l'ordine nel reparto e comincia a visitare un uomo con un problema a una caviglia.
Non riuscendo a guardare la lastra dalla lampada nel corridoio, la dottoressa entra nella stanza dell'orrore e scopre i due corpi esanimi. Il pronto soccorso tutto comincia a prestare soccorso ai colleghi, e vengono addirittura richiamati Greene e la Corday. I poliziotti cominciano a circoscrivere la scena del tentato omicidio e, con l'aiuto fortunoso di Abby, trovano anche l'arma del delitto.
Stabilizzati per quanto possibile i due giovani vengono portati di corsa in sala operatoria: Anspaugh e Benton si occupano di Carter, Romano e Corday di Lucy. John Carter si salva, nonostante qualche complicazione, Lucy, invece, sembrava dapprima fuori pericolo, ma complicazioni post-operatorie le procurano la morte.
Finito il turno alcuni protagonisti si ritrovano da DocMagoo's per attendere aggiornamenti, cominciando a raccontare aneddoti che vedevano protagonisti Carter e Lucy, finché arriva Chuny che rompe l'atmosfera dando la notizia della morte di Lucy.

## Madri e figlie
- Titolo originale: Be Patient
- Diretto da: Ken Kwapis
- Scritto da: Sandy Kroopf

### Trama
Kovac, distrutto dal turno notturno, corre a casa ed evita una ragazzina che attraversa la strada di corsa senza guardare. Ma un altro autista la investe e scappa via. Kovac allora si precipita per fornire alla piccola i soccorsi del caso e, visto il ritardo dell'ambulanza, decide di trasportarla in ospedale con un furgone di fortuna. Durante il trasporto qualcosa va storto e la ragazza peggiora.
Jing-Mei si occupa dei pazienti che erano di Carter e Lucy e poi va dallo stesso Carter provando a tirarlo su facendogli un ragguaglio veloce sulla situazione. Elizabeth Corday, torna a casa per prendere degli appunti che aveva dimenticato, avendo passato la notte da Mark, e scopre che sua madre ha trascorso la notte col padre di Mark; questa scoperta la lascia molto perplessa e, non appena David Greene esce di casa, le due hanno un duro scontro.
Intanto al pronto soccorso arriva la madre di Lucy, venuta a prendere gli ultimi effetti personali della figlia; Malucci l'accompagna in questo straziante momento, rimanendone emotivamente coinvolto. La signora Knight sale poi a conoscere quel dottor Carter tanto decantato e apprezzato dalla figlia e John, amareggiato, mente alle sue domande per alleviare il suo dolore. Mark scopre che il padre ha un cancro ai polmoni che si è esteso anche al fegato e nel riferirlo al genitore, capisce che lui ne era già a conoscenza.

## Parenti stretti
- Titolo originale: The Fastest Year
- Diretto da: Richard Thorpe
- Scritto da: Lydia Woodward

### Trama
Carter continua a mostrare segni di insofferenza; l'insonnia e la stanchezza dovuta ai continui fastidi alla gamba cominciano ad arrivare al culmine, ed ogni caso clinico che gli si presenta lo rimanda coi pensieri, inevitabilmente, ai tragici momenti della morte di Lucy. La Weaver, reintegrata dopo la sospensione, si trova a fronteggiare un vispo bambino, timoroso del suo aspetto e della sua stampella e supervisiona la battaglia che Abby sta portando avanti con una donna, che non vuole assolutamente permettere alla figlia di donare il midollo alla figlia del suo ex-marito.
Greene comincia ad accusare la fatica dovuta alle cure che sta dando al padre e capisce che non è più il caso di asfissiarlo con il suo volere e di ascoltare meglio ciò che lui desidera realmente; riesce così a procurargli un giro in barca sul lago, per fargli rivivere i bei momenti passati in plancia di comando sulle navi della marina. Intanto Luca e Carol sono sempre più vicini, e dopo aver trascorso un'intera giornata per scegliere la macchina che Carol doveva acquistare, i due si baciano.

## Un dolce dolore
- Titolo originale: Such Sweet Sorrow
- Diretto da: John Wells
- Scritto da: John Wells

### Trama
La Weaver arriva al pronto soccorso e comincia e mettere tutti in riga rimproverandoli perché dopo 5 minuti dall'inizio del turno, nessuno ha ancora cominciato il servizio. Carter continua a dare segni di cedimento, l'insonnia gli rende difficile l'attenzione. Arriva una malata terminale in arresto e la Weaver, con l'aiuto di Carol, provano a occuparsi di lei e delle sue figlie. Carter si occupa di due pazienti contemporaneamente ed ha un atteggiamento di iper-eccitazione che preoccupa Jing-Mei, il quale riferisce tempestivamente a Greene di questi argomenti. Difatti, nella sua enfasi rischia quasi di avvelenare una paziente somministrandole un farmaco a cui era allergica.
Malucci viene redarguito dalla Corday per aver trascurato una paziente affidata a Abby, di cui lui ha la supervisione, e che è stata ricoverata in condizioni critiche dopo essere stata dimessa con superficialità. La Weaver si scontra con Carol che, contrariamente agli ordini ricevuti, convince Kovac a rianimare la paziente in fin di vita per permettere alle figlie di salutarla. Tra i due c'è sempre una certa attrazione e questo rende Carol triste.
Mark è appena tornato al lavoro e prova a risolvere tutte le ultime incombenze per la sepoltura del padre; prova a parlare con Carter per verificare la fondatezza dei timori di Chen e gli suggerisce uno specialista da consultare per provare a riprendersi dal trauma subito. Poi decide finalmente di andare a San Diego per seppellire l'urna del padre accanto alla madre, portandosi dietro sua figlia Rachel.
La paziente terminale muore e Carol capisce che è con Doug che vuole stare, quindi saluta Luka aprendo il suo cuore ed i suoi sentimenti e vola da lui a Seattle per riabbracciarlo e capire se è ancora innamorato di lei.

## Un giorno di maggio
- Titolo originale: May Day
- Diretto da: Jonathan Kaplan
- Scritto da: Jack Orman

### Trama
Giunti in elicottero sul luogo di una sparatoria, Kovac e Benton provano a dare i primi soccorsi ai feriti, ma poi si scontrano a muso duro perché Kovac, per trasportare un bambino in difficoltà, gli nega l'elicottero per trasportare prima il rapinatore in grave condizioni. Scontro che si acuisce quando i due si ritrovano in ospedale.
Al pronto soccorso giunge un paziente alterato da una disfunzione della tiroide che spinge via Carter con un calcio, scaraventandolo a terra. Quando viene portato via, Carter si inietta un antidolorifico sottratto da quelli forniti al paziente, ma viene sorpreso da Abby. Presa dai sensi di colpa denuncia l'accaduto al dottor Greene, che ne parla subito con la Weaver.
Luca prova a districare con Cleo il caso spinoso di una donna che rifiuta il cesareo per salvare il bambino che non sapeva di aspettare. Nonostante tutti i suoi tentativi di convincimento e di utilizzo della procedura coatta, deve assistere inerme alla morte del piccolo.
Mark e Kerry affrontano Carter, mettendolo di fronte al fatto compiuto con la testimonianza di Abby, ma lui nega spudoratamente. Allora Greene, la Weaver, con l'aiuto di Benton, Jing-Mei e Anspaugh provano a convincerlo a curarsi; dopo essersi mostrato ridicolo, ed aver fatto a pugni con Benton, John si rende conto di aver toccato il fondo e decide di farsi curare.